# Ейнел Суареш
Ейнел Домінгуш Ліма Суареш (порт. Eynel Domingos Lima Soares; нар. 25 жовтня 1998, Сан-Вісенте, Кабо-Верде) — кабовердійський футболіст, лівий вінґер черкаського ЛНЗ.

## Клубна кар'єра

### Ранні роки
Проявив себе на Кабо-Верде, завдяки чому перейшов у «Брагу», яка перевела його до молодіжної команди.

### «Брага»
26 квітня 2018 року «Брага» оголосила про підписання 5-річної угоди з кабовердійцем, яка набувала чинності з наступного сезону. На професійному рівні дебютував за «Брагу Б» 12 серпня 2018 року в програному (0:2) виїзному поєдинку другого дивізіону Португалії проти «Пасуш-де-Феррейра». Загалом за резервну команду «Браги» в чемпіонаті Португалії провів 4 поєдинки.

### «Тренчин»
28 січня 2022 року приєднався до «Тренчина» з чемпіонату Словаччини. У футболці нового клубу дебютував 19 лютого 2022 року в нічийному (0:0) виїзному поєдинку 21-го туру Суперліги проти трнавського «Спартака». Суареш вийшов на поле на 65-й хвилині замість Адама Тичного. Першим голом за команду з однойменного міста відзначився 30 квітня 2022 року на 75-й хвилині переможного (5:2) домашнього поєдинку 8-го туру плей-оф на вибування Суперліги Словаччини проти «Татрана» (Ліптовський Мікулаш). Ейнел вийшов на поле на 69-й хвилині замість Адама Тичного. Загалом у чемпіонаті Словаччини зіграв 60 матчів (9 голів), ще 9 поєдинків (1 гол) провів у кубку Словаччини.

### ЛНЗ
10 березня 2024 року у ЗМІ з'явилася інформація про перехід Ейнела Суареша до ЛНЗ. Два дні по тому стало відомо, що Ейнел перейшов до черкаського клубу. З даними інтернет-порталу Transfermarkt сума відступних склала 250 000 євро. У футболці ЛНЗ дебютував 23 березня 2024 року в програному (1:2) домашньому поєдинку 17-го туру Прем'єр-ліги України проти «Минаю». Ейнел вийшов на поле на 46-й хвилині замість Геннадія Пасіча.

## Кар'єра в збірній
У футболці молодіжної збірної Кабо-Верде дебютував 30 січня 2019 року в програному (0:3) виїзному товариському матчі проти однолітків з Португалії. Ейнел вийшов на поле в стартовому складі, а на 73-й хвилині його замінив Угу Кардозу.

## Статистика виступів

### Клубна
Станом на 12 листопада 2022 року
| Сезон                | Команда              | Чемпіонат            | Чемпіонат | Чемпіонат | Нац. кубок | Нац. кубок | Нац. кубок | Конт. кубок | Конт. кубок | Конт. кубок | Інші кубки | Інші кубки | Інші кубки | Загалом | Загалом |
| Сезон                | Команда              | Змаг.                | Матчі     | Голи      | Змаг.      | Матчі      | Голи       | Змаг.       | Матчі       | Голи        | Змаг.      | Матчі      | Голи       | Матчі   | Голи    |
| -------------------- | -------------------- | -------------------- | --------- | --------- | ---------- | ---------- | ---------- | ----------- | ----------- | ----------- | ---------- | ---------- | ---------- | ------- | ------- |
| 2018-2019            | «Брага»              | СЛ                   | 3         | 0         | -          | -          | -          | -           | -           | -           | -          | -          | -          | 3       | 0       |
| січ.-лип. 2022       | «Тренчин»            | СЛ                   | 2+10      | 0+2       | КС         | 3          | 0          | -           | -           | -           | -          | -          | -          | 15      | 2       |
| 2022-2023            | «Тренчин»            | СЛ                   | 17        | 2         | КС         | 4          | 1          | -           | -           | -           | -          | -          | -          | 21      | 3       |
| Загалом за «Тренчин» | Загалом за «Тренчин» | Загалом за «Тренчин» | 19+10     | 2+2       |            | 7          | 1          |             | -           | -           |            | -          | -          | 36      | 5       |
| Усього за кар'єру    | Усього за кар'єру    | Усього за кар'єру    | 32        | 4         |            | 7          | 1          |             | -           | -           |            | -          | -          | 39      | 5       |